# Contravalación

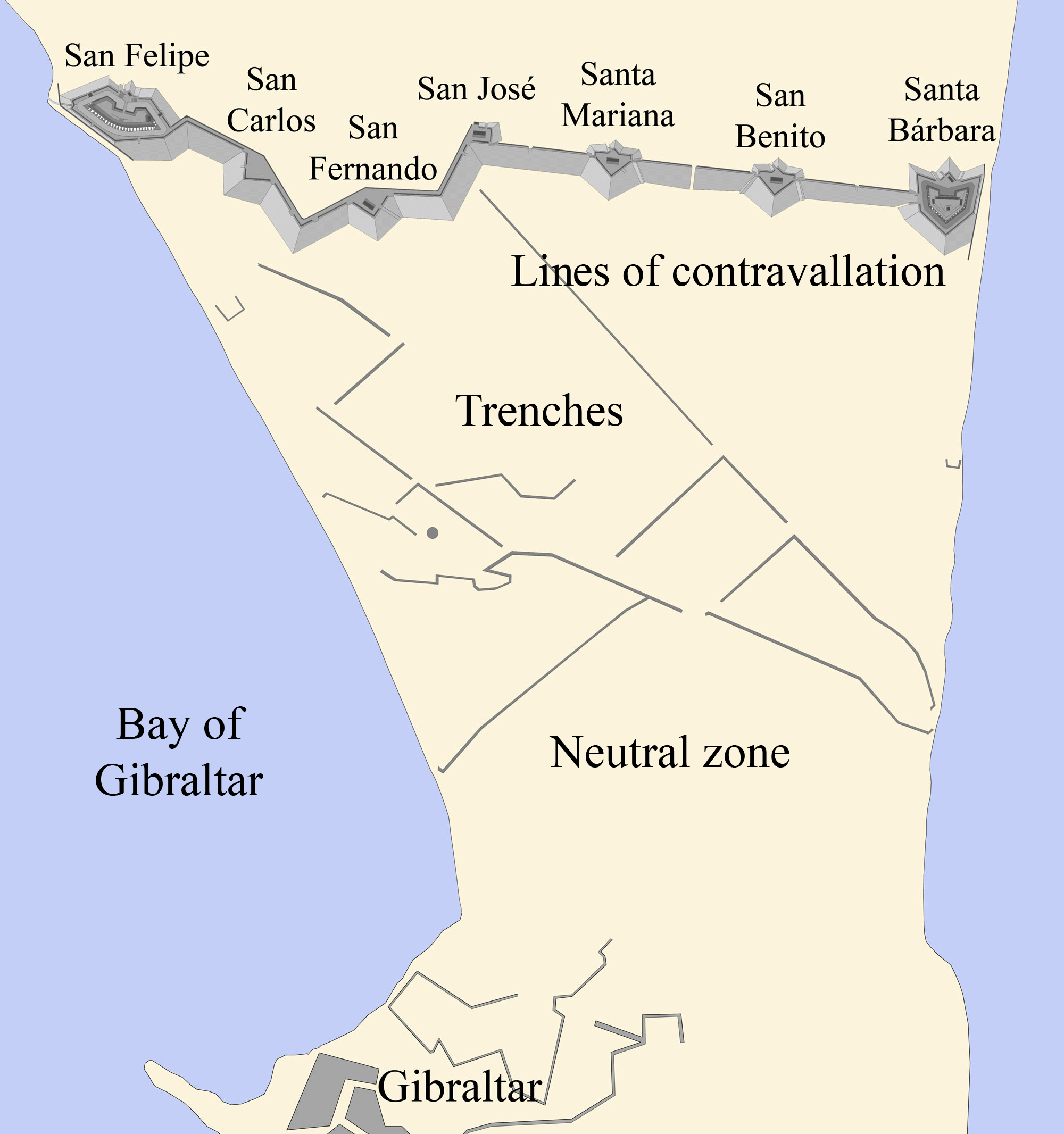
Líneas de contravalación de Gibraltar

En el ámbito militar, una línea de contravalación es una línea de defensa paralela a la circunvalación y construida por el frente que mira a la plaza sitiada. 
Consiste en un atrincheramiento o foso guarnecido de un parapeto. El objeto de estos atrincheramientos es poner al ejército sitiador a cubierto de las empresas de una guarnición numerosa o desesperada.